# کینیر (وایومینگ)
کینیر (به انگلیسی: Kinnear) یک منطقهٔ مسکونی در ایالات متحده آمریکا است که در شهرستان فرمونت، وایومینگ واقع شده‌است. کینیر ۱٬۶۴۵٫۹۴ متر بالاتر از سطح دریا واقع شده‌است.